# Chabab Riadhi Baladiat Aïn El Turck
 (janvier 2018).
Si vous disposez d'ouvrages ou d'articles de référence ou si vous connaissez des sites web de qualité traitant du thème abordé ici, merci de compléter l'article en donnant les références utiles à sa vérifiabilité et en les liant à la section « Notes et références ».
Maillots
Le Chabab Riadhi Baladiat Aïn El Turck (en arabe : شباب رياضي بلدية عين الترك), plus couramment abrégé en CRBAT ou connu simplement sous le nom de CRB Aïn El Turck, est un club de football algérien fondé en 1946 et basé à Aïn El Turk, près de la ville d'Oran.

## Histoire
Le club évolue à plusieurs reprises en troisième division, et atteint la deuxième division 1963-1964, mais sans jamais atteindre la Première division.
Après l’indépendance de l'Algérie, le CRBAT (JS Aïn El Turck) intègre le championnat national en Critérium Honneur 1962-1963,, le 7 octobre 1962 sous forme de 7 groupes de 10 clubs chacun. Le  CRBAT (JS Ain El Turck) commence dans le Groupe I de l'Ouest,,, mais est relégué en Promotion-Honneur 1963-1964 (D2). Le CRBAT est promu et participe à la Division National Amateur 7 saisons de 2005 à 2012 mais est de nouveau relégué en division inférieure.
L'un des présidents du club fut Belhadj Mohamed.
Actuellement, il évolue en Division d'Honneur Ligue d'Oran.

## Parcours

### Classement en championnat par année
- 1962-63 : C-H Ouest Gr I, 4e
- 1963-64 : D2, PH Ouest, 9e
- 1964-65 : D3, PH Ouest groupe B, ?e
- 1965-66 : D3, PH Ouest groupe A, ?e
- 1966-67 : D4, 1re Division Ouest groupe, ?e
- 1967-68 : D4, 1re Division Ouest groupe, ?e
- 1968-69 : D5, 2e Division Ouest groupe, ?e
- 1969-70 : D6, 3e Division Ouest groupe A, ?e
- 1970-71 :
- 1971-72 :
- 1972-73 :
- 1973-74 :
- 1974-75 :
- 1975-76 :
- 1976-77 :
- 1977-78 :
- 1978-79 :
- 1979-80 :
- 1980-81 :
- 1981-82 :
- 1982-83 :
- 1983-84 :
- 1984-85 :
- 1985-86 :
- 1986-87 :
- 1987-88 :
- 1988-89 :
- 1989-90 :
- 1990-91 :
- 1991-92 :
- 1992-93 :
- 1993-94 :
- 1994-95 :
- 1995-96 :
- 1996-97 :
- 1997-98 :
- 1998-99 :
- 1999-00 :
- 2000-01 :
- 2001-02 :
- 2002-03 :
- 2003-04 : D4, R2 Oran, 1re
- 2004-05 : D4, R1 Oran, 1re
- 2005-06 : D3, Inter-régions Ouest, 6e
- 2006-07 : D3, Inter-régions Ouest, 3e
- 2007-08 : D3, Inter-régions Ouest, 10e
- 2008-09 : D3, Inter-régions Ouest, 6e
- 2009-10 : D3, Inter-régions Ouest, 8e
- 2010-11 : D3, DNA Centre-Ouest, 2e
- 2011-12 : D3, DNA Centre-Ouest, 13e
- 2012-13 : D4, Inter-régions Ouest, ?e
- 2013-14 : D4, Inter-régions Ouest, ?e
- 2014-15 : D5, R1 Oran, 16e
- 2015-16 : D6, R2 Oran groupe A, 16e
- 2016-17 : D7, DH Oran, ?e
- 2017-18 : D7, DH Oran, ?e
- 2018-19 : D7, DH Oran, ?e
- 2019-20 : D7, DH Oran, 14e
- 2020-21 : Saison Blanche
- 2021-22 : D6, DH Oran, ?e

### Parcours du CRB Aïn El Turck en coupe d'Algérie
Dans l'histoire de la coupe d'Algérie, le CRB Ain El Turck obtient son meilleur résultat en atteignant les seizièmes de finale, en 1963-1964, contre Espérance Musulman d'Oran  
| Saison  | Tour                | Matchs              | Résultats           |
| ------- | ------------------- | ------------------- | ------------------- |
| 1962-63 | 1re T.R             | CR Témouchent       | 5-1                 |
| 1963-64 | 1/16 finale         | EM Oran             | 2-1                 |
| 1964-65 | 4e T.R              | La Marsa            | 4-0                 |
| 1965-66 | 1/64 finale         |                     | ?                   |
| 1966-67 | 3e T.R              | Tiaret FC           | 4-0                 |
| 1967-68 | ?                   | ?                   | ?                   |
| 1968-69 | ?                   | ?                   | ?                   |
| 1969-70 | 1re T.R             | O. Sempac Tlemcen   | 6-0                 |
| 1970-71 | ?                   |                     | ?                   |
| 1971-72 | ?                   | ?                   | ?                   |
| 1972-73 | ?                   | ?                   | ?                   |
| 1973-74 | ?                   | ?                   | ?                   |
| 1974-75 | ?                   | ?                   | ?                   |
| 1975-76 | ?                   | ?                   | ?                   |
| 1976-77 | ?                   | ?                   | ?                   |
| 1977-78 | ?                   | ?                   | ?                   |
| 1978-79 | ?                   | ?                   | ?                   |
| 1979-80 | ?                   | ?                   | ?                   |
| 1980-81 | ?                   | ?                   | ?                   |
| 1981-82 | ?                   | ?                   | ?                   |
| 1982-83 | ?                   | ?                   | ?                   |
| 1983-84 | ?                   | ?                   | ?                   |
| 1984-85 | ?                   | ?                   | ?                   |
| 1985-86 | ?                   | ?                   | ?                   |
| 1986-87 | ?                   | ?                   | ?                   |
| 1987-88 | ?                   | ?                   | ?                   |
| 1988-89 | ?                   | ?                   | ?                   |
| 1989-90 | N.J                 | N.J                 | N.J                 |
| 1990-91 | ?                   | ?                   | ?                   |
| 1991-92 | ?                   | ?                   | ?                   |
| 1992-93 | N.J                 | N.J                 | N.J                 |
| 1993-94 | ?                   | ?                   | ?                   |
| 1994-95 | ?                   | ?                   | ?                   |
| 1995-96 | ?                   | ?                   | ?                   |
| 1996-97 | ?                   | ?                   | ?                   |
| 1997-98 | ?                   | ?                   | ?                   |
| 1998-99 | ?                   | ?                   | ?                   |
| 1999-00 | ?                   | ?                   | ?                   |
| 2000-01 | ?                   | ?                   | ?                   |
| 2001-02 | ?                   | ?                   | ?                   |
| 2002-03 | 1/64 finale         | HB El Bordj         | ?                   |
| 2003-04 | 1/32 finale         | WA Boufarik         | 2-0                 |
| 2004-05 | ?                   | ?                   | ?                   |
| 2005-06 | 1/32 finale         | US Biskra           | 1-0                 |
| 2006-07 | ?                   | ?                   | ?                   |
| 2007-08 | 1/64 finale         | ZSA Témouchent      | 3-2                 |
| 2008-09 | Avant dernier       | RCB Oued R'hiou     | ?                   |
| 2009-10 | 1/64 finale         | ?                   | ?                   |
| 2010-11 | 1/32 finale         | ASM Oran            | 2-1                 |
| 2011-12 | Avant dernier       | MB Sidi Chahmi      | 0-0 t.a.b           |
| 2012-13 | 1/32 finale         | NRB Touggourt       | 1-0                 |
| 2013-14 | Avant dernier       | OM Arzew            | ?                   |
| 2014-15 | ?                   | ?                   | ?                   |
| 2015-16 | ?                   | ?                   | ?                   |
| 2016-23 | Non Participer (DH) | Non Participer (DH) | Non Participer (DH) |

### Statistiques Tour atteint
- Le CRB Aïn El Turck à participer en 55 édition, éliminé au tours régionale ? fois et atteint les tours finale 00 fois.

| Édition | 1er tour | 2e tour | 3e tour | 4e tour | 64e de finale | 32e de finale | 16e de finale | 8e de finale | Quart de finale | Demi-finale | Finale | Champion |
| ------- | -------- | ------- | ------- | ------- | ------------- | ------------- | ------------- | ------------ | --------------- | ----------- | ------ | -------- |
| 55      | ?        | ?       | ?       | ?       | ?             | 00            | 00            | 00           | 00              | 00          | 00     | 00       |

## Anciens joueurs
- Benbella Benmiloud
- Azzdine Magherbi
- Cheïkh Benzerga
- Samir Hamidi